# ФК Кариоке Подгорица
Фудбалски клуб Кариоке, црногорски је фудбалски клуб из Подгорице, који се такмичи у Трећој лиги Црне Горе — Центар.
Утакмице као домаћин обично игра на стадиону на помоћном стадиону ФК Будућности на Старом Аеродрому.

## Историја
Основан је 2003. године као школа фудбала и у почетку се такмичио само у млађим категоријама, сарађујући са Будућношћу. Године 2017. оформљен је сениорски тим и почео је да се такмичи у Средњој регији у оквиру Треће лиге у сезони 2017/18. коју је завршио на последњем мјесту. Сезону 2018/19. завршио је на шестом мјесту, док је сезона 2019/20. прекинута послије 17. кола због пандемије ковида 19 и одлучено је да табела буде коначна; завршио је на четвртом мјесту, иза ОФК Младости ДГ, Забјела и Полет старса. Сезону 2020/21. завршио је на 11 мјесту, испред само Рибнице и Олимпика, након чега је сезону 2021/22. завршио на деветом мјесту.
Сезону 2022/23. завршио је на 11 мјесту са 17 бодова, испред само Адрие и Олимпика.

## Резултати у такмичењима у Црној Гори
| Сезона   | Степен | Лига                       | Бр.екипа           | Позиција            | Куп             |
| -------- | ------ | -------------------------- | ------------------ | ------------------- | --------------- |
| 2017/18. | 3      | Трећа лига — Средња регија | 8                  | 8. мјесто           | Није учествовао |
| 2018/19. | 3      | Трећа лига — Средња регија | 10                 | 6. мјесто           | Није учествовао |
| 2019/20. | 3      | Трећа лига — Центар        | 10                 | 4. мјесто           | Није учествовао |
| 2020/21. | 3      | Трећа лига — Центар        | 13                 | 11. мјесто          | Није учествовао |
| 2021/22. | 3      | Трећа лига — Центар        | 16                 | 9. мјесто           | Није учествовао |
| 2022/23. | 3      | Трећа лига — Центар        | 13                 | 11. мјесто          | Није учествовао |
| 2023/24. | 3      | Трећа лига — Центар        | 12                 | 10. мјесто          | Није учествовао |
| 2024/25. | 3      | Трећа лига — Центар        | 22 (2 групе по 11) | 6. мјесто у групи А | Није учествовао |

## Успјеси
| Такмичење                         | Такмичење                         | Број                              | Година                            |                                   |                                   |
| Трећа лига Црне Горе — Центар — 0 | Трећа лига Црне Горе — Центар — 0 | Трећа лига Црне Горе — Центар — 0 | Трећа лига Црне Горе — Центар — 0 | Трећа лига Црне Горе — Центар — 0 | Трећа лига Црне Горе — Центар — 0 |
| --------------------------------- | --------------------------------- | --------------------------------- | --------------------------------- | --------------------------------- | --------------------------------- |
| Трећа лига                        | Првак                             | 0                                 |                                   |                                   |                                   |
| Куп регије Центар — 0             |                                   |                                   |                                   |                                   |                                   |
| Регионални куп                    | Побједник                         | 0                                 |                                   |                                   |                                   |
| Регионални куп                    | Финалиста                         | 0                                 |                                   |                                   |                                   |